# Araçari
Pteroglossus é um género de aves piciformes, da família Ramphastidae, que inclui doze espécies de araçaris, nativas de zonas florestais da América do Sul tropical. 
Os araçaris são aves de médio porte, com 34 a 45 cm de comprimento, semelhantes a tucanos. São aves muito coloridas, quer na plumagem, em tons de verde e vermelho, quer no bico grande e forte que apresenta padrões e cores variável de espécie para espécie. Distinguem-se das saripocas pela plumagem do peito, de cor amarela ou amarela e vermelha. A maioria das espécies do grupo não apresenta dimorfismo sexual. 
Os araçaris habitam zonas de vegetação densa, preferindo os estratos superiores da floresta. A sua alimentação é feita à base de insetos, outros pequenos invertebrados e frutas ,entretanto já foi avistado se alimentando de Rolinhas,quando este em bando. 

## Etimologia
"Araçari" origina-se do termo tupi arasa'ri. Pteroglossus origina-se da junção dos termos gregos pterón (asa) e glôssa (língua).

## Espécies
- Araçari-miudinho-de-bico-riscado (Pteroglossus inscriptus)
- Araçari-miudinho (Pteroglossus viridis)
- Araçari-de-pescoço-vermelho (Pteroglossus bitorquatus)
- Araçari-de-bico-de-marfim (Pteroglossus azara)
- Araçari-de-bico-marrom (Pteroglossus mariae)
- Araçari-castanho (Pteroglossus castanotis)
- Araçari-de-bico-listrado (Pteroglossus sanguineus)
- Araçari-de-bico-branco (Pteroglossus aracari)
- Araçari-de-colar (Pteroglossus torquatus)
- Araçari-de-bico-laranja (Pteroglossus frantzii)
- Araçari-de-bico-claro (Pteroglossus erythropygius)
- Araçari-cinta-dupla (Pteroglossus pluricinctus)
- Araçari-mulato (Pteroglossus beauharnaesii)
- Araçari-banana (Pteroglossus bailloni), antes classificado como Baillonius bailloni [4]